# تصلب الأذن الوسطى

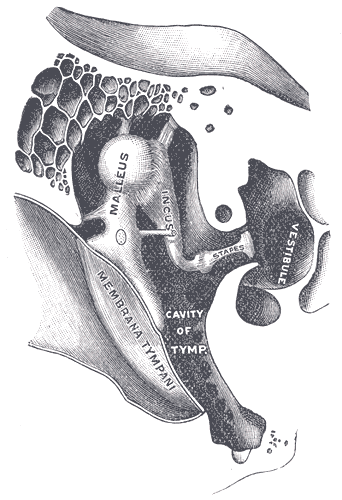
تصلب الاذن الوسطى

تصلب الأذن الوسطى (بالإنجليزية: Otosclerosis)‏ ويسمى أيضا بتصلب (تكلس) عظام الأذن الوسطى. هو مرض وراثي ينتقل بشكل جسمي سائد، أي أنه ينتقل على كروموسوم جسمي ويكون من النوع السائد على غيره من أنواع الوراثة، مع ذلك تظهر شكوى في 90 % من المصابين. في هذا المرض تنمو عظام الأذن بشكل غير طبيعي، مما يعيق حركتها وبالتالي عملها في توصيل الصوت. يكون العظم الأكثر اصابة هو العظم الثالث في الأذن الوسطى stapes.
مع أن الوراثة لها دخل في حدوث المرض وانتقاله في العائلة لكن كيف ينتقل المرض ليس معروفا بالضبط. إذا كان الإنسان واحدا من والديه ومصابا بالمرض فاحتمال إصابته تكون 25 بالمئة. إذا كان والداه الاثنان مصابين فإن احتمال إصابته تكون 50 بالمئة. تدل الأبحاث على تدلن المرض يصيب النساء في متوسط العمر أكثر من غيرهن. (لذلك في النساء متوسطات العمر اللواتي يشكون من ضعف السمع يجب أن نفكر في احتمال وجود هذا المرض).
يحدث السمع الطبيعي إذا: تكون صوت فتنتقل الموجات الصوتية في الهواء وتحولها الاذن الوسطى إلى ذبذبات فتوصلها إلى الاذن الداخلية التي فيها سائل سيهتز فتهتز الخلايا الموجودة في الاذن الداخلية فتحدث تغيرات في العصب السمعي وتنتقل الإشارات في العصب السمعي إلى الدماغ حيث سيسمع الصوت ويفهمه ويفسره ويقرنه بمشاعر وبافكاره وغيرها.
فان اهتزاز طبلة الاذن ثم اهتزاز عظام الاذن هي جزء من الطريق الذي يقطعه الصوت للوصول إلى الاذن الداخلية.
ضعف السمع هنا يتكون بشكل تدريجي، فيلاحظ الإنسان اولا بانه لا يسمع الاصوات ذات النبرة المنخفضة أو لا يسمعون الهمس.
بالإضافة إلى ضعف السمع قد يخبرك المريض أو المريضة بانه يحس بدوار وصعوبة في الحفاظ على توازنه، أو طنين في الاذن.

## تشخيص حالة تكلس عظام الاذن الوسطى
يسمع الطبيب قصة المرض: ضعف السمع ببطء خاصة للنبرات المنخفضة، بالتدريج، طنين وعدم توازن. هناك شخص في العائلة مصاب بتكلس عظام الاذن الوسطى.
فحص ويبر ورينيه بالشوكة الرنانة.
ضعف السمع هنا يكون من النوع الانتقالي أي ليس بسبب ضعف عصب السمع لكن بسبب قلة التوصيل، لذلك فان فحص رينيه يكون سالبا على جهة الاذن المصابة، وفحص ويبر: ينتقل الصوت إلى الجهة المصابة.
أيضا فحص السمع بواسطة الجهاز الخاص يدل على ان السبب هو انتقال الصوت وليس العصب.
تخطيط السمع audiogram : ضعف السمع من النوع الانتقالي.

## العلاج
يكون بعملية جراحية اسمها جراحة الركابة حيث يبدل الطبيب المختص جزء من عظام الاذن. يجب أن تناقش الفوائد والمضار أو المخاطر من هذه العملية الجراحية، حيث انها ناجحة بشكل عام لكن احتمال 1 بالمئة ان يتدهور السمع. يعني ممكن بنسبة 1% ان يتدهور سمع المريض أو ان يصاب بدوار كثير بعد العملية الذي سيزول بالتدريج لكنه ياخذ وقتا. مع ان 1 بالمئة نسبة ضئيلة لكنها احتمال موجود ويجب أن يقرر المريض ما يريد.
إذا كان ضعف السمع قليلا فممكن ان نؤجل العملية. ممكن ان تساعد الأجهزة التي تساعد على السمع التي توضع على الاذن في أن يتحسن السمع عند المصاب.

## البحوث
ما تزال البحوث تجرى لمعرفة نوعية الوراثة، وما هي الجينات التي تنقل المرض، هناك بحوث تبحث فعالية اشعة الليزر أو العظام المستعملة في العمليات الجراحية.